# Фицалан-Говард, Генри, 15-й герцог Норфолк
Генри Фицалан-Говард (англ. Henry Fitzalan-Howard; 27 декабря 1847, Лондон, Англия, Великобритания — 11 февраля 1917, Арундел, Западный Сассекс, Англия, Великобритания) — британский аристократ, 15-й герцог Норфолк, 13-й граф Норфолк, 15-й граф Суррей и 10-й граф-маршал Англии с 1860 года. Меценат, кавалер ордена Подвязки и Рыцарского Большого креста Королевского Викторианского ордена.

## Биография
Генри Фицалан-Говард родился 27 декабря 1847 года в Лондоне и стал старшим сыном 14-го герцога Норфолка того же имени и его жены Августы Лайонс, дочери 1-го барона Лайонса. В 1847—1856 годах Генри носил титул учтивости барон Мальтраверс, в 1856—1860 — граф Арундел. Из-за ограничений, связанных с приверженностью его семьи католичеству, он не смог посещать ни Оксфордский, ни Кембриджский университеты; высшее образование свелось к Гранд-туру по Европе приблизительно в 1867 году.
25 ноября 1860 года Фицалан-Говард потерял отца и стал 15-м герцогом Норфолком. Он унаследовал и должность графа-маршала, которую традиционно занимали представители его семьи. 5 апреля 1871 года герцог был назначен капитаном 9-го (Арунделского) добровольческого стрелкового корпуса Сассекса, созданного его отцом, 4 марта 1882 года был произведён в майоры 2-го Сассекского стрелкового полка.
В 1895 году герцог стал членом Тайного совета и генеральным почтмейстером в правительстве лорда Солсбери. В 1895 году он стал мэром Шеффилда (Йоркшир) и занимал этот пост два срока подряд. Потом герцог был назначен первым лордом-мэром Шеффилда, но сохранил этот пост только до ноября 1897 года; три года спустя он стал почетным гражданином этого города. В ноябре 1900 года Норфолк стал первым мэром Вестминстера. В том же году он ушёл в отставку, чтобы в звании подполковника имперских йоменов отправиться в Южную Африку, на войну с бурами. Под Преторией герцог был ранен и вернулся в Англию.
24 декабря 1902 года герцог стал подполковником-комендантом своего добровольческого батальона. Позже он возглавлял Королевскую комиссию по милиции и добровольцам, созданную в 1903 году. Комиссия попыталась определить роль вспомогательных сил в британской армии и внесла подробные предложения о том, как устранить недостатки в их подготовке и оснащении. Прозвучало предложение создать Армию внутренней обороны, которая бы формировалась по призыву, но оно не было реализовано. Тем не менее работа комиссии Норфолка повлияла на создание Территориальных сил в рамках реформ Холдейна 1908 года. В 1913 году, прослужив 42 года, герцог уволился из армии.
В качестве графа-маршала герцог Норфолк организовал государственные похороны бывшего премьер-министра Уильяма Гладстона (1898), королевы Виктории (1901) и короля Эдуарда VII (1910), коронации Эдуарда VII (1902) и Георга V (1911). Он был лордом-лейтенантом Сассекса в 1905—1917 годах, трижды председателем Национального союза консервативных ассоциаций, великим канцлером Лиги Примроуз и командиром 4-го (добровольческого) батальона Королевского Сассекского полка.
Фицалан-Говард стал кавалером ордена Подвязки в 1886 году, получил Рыцарский Большой крест Королевского Викторианского ордена (GCVO) от короля Эдуарда VII в 1902 году.

## Филантропия и религиозная деятельность
В течение всей жизни Норфолк активно занимался филантропией. Его целью было способствовать реинтеграции английских католиков после билля об эмансипации и восстановления римско-католических епархий. Герцог оплатил строительство церкви Богоматери и Святого Филиппа Нери в своей родовой резиденции в замке Арундел (1868—1873). По случаю женитьбы в 1877 году он взялся за строительство церкви в Норидже; работы были завершены в 1910 году, через 23 года после смерти герцогини Флоры.
В 1890-х годах Норфолк сыграл важную роль в кампании, которая убедила власти Ватикана ослабить ограничения на поступление католических студентов в английские университеты. Он стал одним из учредителей колледжа Святого Эдмунда в Кембридже (вместе с бароном Анатолем фон Хюгелем). Герцог жертвовал большие суммы на борьбу с проказой и на строительство здания Шеффилдского университета, первым ректором которого стал в 1905 году.
С 1898 года Фицалан-Говард создавал вместе с Чарльзом Тиндалем Гэтти «Гимны Арундела», предисловие к которым написал папа римский Лев XIII.

## Семья
21 ноября 1877 года герцог Норфолк женился на Флоре Эбни-Гастингс, дочери Чарльза Эбни-Гастингса, 1-го барона Донингтона, и Эдит Родон-Гастингс, 10-й графини Лудун. В этом браке родился один ребенок — Филип Джозеф Мэри Фицалан-Говард, граф Суррей и граф Арундел (7 сентября 1879 — 8 июля 1902), умерший неженатым.
Леди Флора умерла от болезни Брайта в апреле 1887 года, в возрасте 33 лет. 7 февраля 1904 года в возрасте 56 лет герцог женился во второй раз — на своей кузине Гвендолен Констебль-Максвелл, старшей дочери Мармадьюка Констебль-Максвелла, 11-го лорда Харриеса Терреглского, и Анджелы Мэри Шарлотты, внучке Эдуарда Фицалана-Говарда, 1-го барона Говарда из Глоссопа. В этом браке родились четверо детей:
- Мэри Рэйчел (27 июня 1905 — 17 августа 1992), жена Колина Кеппела Дэвидсона и Энтони Хилтона Пеписа[13];
- Бернард, 16-й герцог Норфолк (30 мая 1908 — 31 января 1975)[14];
- Кэтрин Мэри (25 марта 1912 — апрель 2000), жена Джозефа Энтони Мура Филиппса[15];
- Уинифред Элис (31 октября 1914 — 27 мая 2006), жена Джона Эдварда Брука Фримена[16].

В 1908 году, после смерти отца, герцогиня Гвендолен стала 13-й леди Харриес из Терреглса в своём праве. Она умерла в августе 1945 года.